# Eddy Merckx (métro de Bruxelles)
Pour les articles homonymes, voir Merckx.
Eddy Merckx est une station de la ligne 5 du métro de Bruxelles située à Bruxelles, sur la commune d'Anderlecht.

## Situation
La station est située sous le boulevard Josse Leemans.
Elle est située entre les stations Érasme et CERIA sur la ligne 5.

## Histoire
Elle fut inaugurée le 15 septembre 2003 lors du prolongement du métro 1B vers l'hôpital Erasme, en même temps que les stations La Roue, CERIA et Érasme.

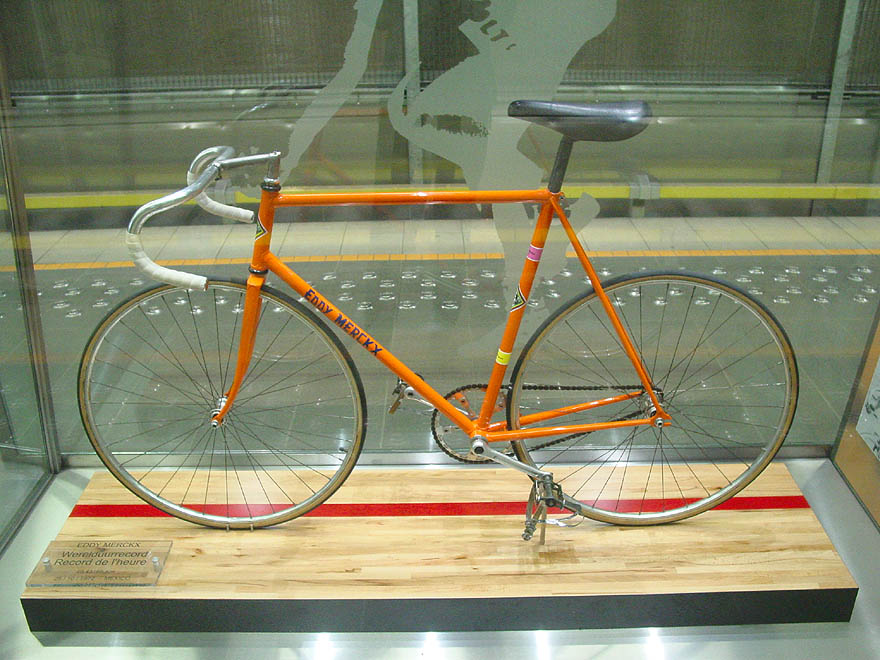
Vélo d'Eddy Merckx présent dans la station

Lors de sa construction, il était prévu qu'elle porte le nom du poète belge francophone Maurice Carême. Lors d'une réunion de concertation avec les habitants du quartier, le nom Vogelenzang avait été plébiscité mais celui-ci a été refusé par le ministre bruxellois des transports en fonction en 2003, Jos Chabert, qui choisit son nom actuel (Jos Chabert ne voulant pas attribuer le nom Vogelenzang à une station de métro sise à Anderlecht alors qu'un quartier du même nom se situe à Woluwé sa propre commune).
Le vélo utilisé par le cycliste belge Eddy Merckx lors de son record du monde de l'heure en 1972 est exposé sur le quai central de la station.

## Service aux voyageurs

### Accès
La station compte deux accès :
- Accès no 1 : situé boulevard Josse Leemans, côté sud de la station (équipé d'un escalator et d'un ascenseur) ;
- Accès no 2 : situé boulevard Josse Leemans côté nord de la station (équipé d'un escalator).

### Quais
La station est de conception particulière, constituée de deux voies encadrant un unique quai central.

### Intermodalité
La station est desservie par la ligne 74 des autobus de Bruxelles et par les lignes de bus R42, 571, 572, 620 et 810 du réseau De Lijn.

## Œuvre d'art
La station accueille également l’œuvre Cheval d'octobre de Camille De Taeye.

## À proximité
- Quartier du Vogelenzang
- Cimetière communal du Vogelenzang
- Shopping Cora